# Anđelo Jurkas
Anđelo Jurkas (Koprivnica)  je hrvatski publicist, pisac, redatelj, glazbenik, urednik i novinar pop kulturnih tema od TV, internet i tiskanog novinarstva te jedan od aktivnih glazbenih i filmskih kritičara generacije 21. stoljeća. Osim novinarske prakse radio je kao menadžer za odnose s javnošću filmskih i glazbenih festivala, marketing i community manager. Zvanjem diplomirani pravnik s Pravnog fakulteta u Zagrebu, post diplomant Pedagoške akademije u Zagrebu.

## Životopis
Radio je kao novinar/urednik u svim vrstama medija u presjeku od televizije preko radio stanica, internetskih stranica do inozemnih i domaćih tiskovina (HTV, Večernji List, Heroina Nova, Ritam, Pitchfork, DOP Magazin, Teen generacija, Klik, Net.hr Vip.hr 2000. – 2012.).
Osim novinarskim i uredničkim radom bavi se književnošću. Objavio je dosad četiri samostalna književna naslova “Bez Rocka Trajanja – glazbeno dešifriranje Balkana” (Znanje, 2010.), “Soundtrack života – samopomoć glazbom (Znanje, 2011.), “Volim te, DOP Produkcija, 2012.), “Off The Record – priče sa svijetle strane” (DOP Produkcija, 2012.), te sudjelovao u grupnim zbirkama  «Antologija hrvatskih nepoznatih autora» (2003.), «Lift» zbirka kratkih priča (Jesenski Turk/Internet Monitor, 2004.).
Autor je knjige "Veliki prasak", službene biografije 2Cellos (Menart 2013.). Urednik je Pop Up biblioteke pri Dallas Records u sklopu koje je objavio biografije Red Hot Chili Peppersa, Adele, Nicka Cavea, The Doorsa i The Clash s prijevodima na hrvatski jezik.
Piše recenzije, intervjue, kritičke osvrte, eseje, zapažanja, putopise, novele, pjesme, prozu i poeziju, te scenarije (1995. – 2010.). Objavljivao novele i kraće pripovijetke u nekoliko godišnjaka, magazina, natječaja mladih autora (2000. – 2010.).
Od 2015. režirao je prvi kratkometražni ("Vanishing") i dugometražni debitantski igrani film ("Zbog Tebe") koji je prvi dio trilogije o muško ženskim odnosima, ljubavi i posljedicama ljubavi, koju čine još filmovi "Fuck Off I Love You" (2017.) i "Happy End" (2017.). Također uz navedene igrane filmove radi pretprodukciju i produkciju mnogobrojne TV projekte i TV emisije, video spotove (Lačni Franz, Zabranjeno Pušenje, Urban &4, Hladno Pivo, Miki Solus, Markiz i mnogi drugi), namjenske filmove i dokumentarne filmove. 

### Glazba
Solo karijeru započinje objavljujući glazbu kao multi kulti dio uz knjige pa tako nastaju i dva samostalna glazbena albuma “Soundtrack života” (DOP Records, 2011.), “Off The Record” (DOP Records/Dallas, 2012.) objavio je u suradnji s producentom Hrvojem Marjanovićem Settom i Daliborom Grubačevićem.  
Osnivač diskografske kuće DOP Records (2003.) Osnivač koncertne agencije A1 Booking Agency (2003.) Osnivač promotivne i marketinške agencije DOP Produkcija (2003.) Osnivač i organizator glazbene diskografske nagrade Zlatna Koogla (2003. – 2010.) Urednik i reporter/novinar centralne glazbene TV emisije HTV-a (Vip Music Club 2009./2010.). Community manager, urednik i novinar web portala (Vip.hr 2004. – 2012.).

## Djela

### Film
- Nestajanje - kratkometražni igrani film (2016.)

- Zbog tebe - dugometražni igrani film (2016.)

- O*****, volim te - dugometražni igrani film (2017.)

- Happy End: Glup & Gluplji 3 - dugometražni igrani film (2018.)

- Do kraja smrti - dugometražni igrani film (2019.)

### Knjige
- Bez Rocka Trajanja, (Znanje, Zagreb, 2010.)
- Soundtrack života, (Znanje, Zagreb, 2011.)
- Volim te (Produkcija, Rijeka, 2012.)
- Off The Record (DOP Produkcija, Rijeka, 2012.)
- Veliki prasak: službena biografija 2 Cellos (Menart, 2013.)
- Raspelo - razgovori ugodni i neugodni (DOP Produkcija, 2014.)
- Dnevnik Facebook idiota (DOP Produkcija, 2015.)

### Glazba
- Soundtrack života (2012., DOP Records)
- Off The Record (2013., Dallas/DOP Records)

### Video spotovi
- The Dwarves - Sluts Of The USA (r: Jurkas, 2017. soundtrack "Fuck Off I Love You")
- Markiz - DaDaDa (r: Anđelo Jurkas, 2017.)[1]
- Miki Solus - Talent Show (r: Anđelo Jurkas, 2017.)
- Lačni Franz - Da sreli se nismo (r: Anđelo Jurkas, 2017.)
- Jurkas Visković Trio - Zašto se ne vraća starim ljubavima (r: Jurkas, 2017. soundtrack "Fuck Off I Love You")
- Lačni Franz - Vaš as na deset (s/r: Anđelo Jurkas, 2016.)
- Hladno Pivo - Udarna vijest - soundtrack video iz filma Zbog Tebe (r: Anđelo Jurkas, 2016.)
- Zabranjeno Pušenje - 3 kile, 3 godine (r: Anđelo Jurkas, 2015.)
- Hladno Pivo - Pravo ja (kr, glumio: 2013.)
- Urban & 4 - Hirošima (kr, glumio: 2009.)
- Ramirez - Barcelona (korežija, 2004.)

2011./2012.
- **** ga (r: Andrej Korovljev/Anđelo Jurkas)[2]
- Volim te (r: Andrej Korovljev/Anđelo Jurkas)[3]
- Danas (r: Anđelo Jurkas/Darija Turina)[4]
- Plešem (r: Anđelo Jurkas/Darija Turina)[5]
- A tko si ti? (r: Anđelo Jurkas/Ivan Neff)[6]
- Facebook Azra (r: Ivan Neff/Anđelo Jurkas)[7]
- Jesen/zima (r: Anđelo Jurkas)
- Negativac pozitivac (r: Anđelo Jurkas/Tomislav Horvatinović)
- Sretan (r: Dino Senčar/M. Smolčić/A. Jurkas)
- Otkad te nema (r: Dino Senčar/M. Smolčić/A. Jurkas)
- Daj 5 (r: Anđelo Jurkas/Darij Turina)[8]

## Vanjske poveznice
- http://www.angelojurkas.com  Arhivirana inačica izvorne stranice od 24. srpnja 2012. (Wayback Machine) Službene internetske stranice
- https://www.youtube.com/user/Anhellish You Tube